# Un monde meilleur (film)
Pour les articles homonymes, voir Un monde meilleur.
Pour plus de détails, voir Fiche technique et Distribution.
Un monde meilleur ou Payez au suivant au Québec (Pay It Forward) est une comédie dramatique américaine de Mimi Leder sortie en 2000 et basée sur le roman Pay It Forward de Catherine Ryan Hyde.

## Synopsis
C'est la rentrée des classes dans une petite ville de la banlieue de Las Vegas, aux États-Unis. Le nouveau professeur Eugene Simonet, un homme devant assumer le regard des autres sur de vieilles cicatrices recouvrant partiellement son visage et son corps, donne un devoir inhabituel : trouver une idée pour rendre le monde meilleur et la mettre en pratique.
Le jeune Trevor prend très au sérieux ce devoir. Il propose de miser sur la bonté de l'humanité, en rendant un service important et aussi désintéressé que possible à trois personnes. En échange, le jeune élève passe le relais : il demande aux personnes aidées de rendre service à trois personnes à leur tour. Et ainsi de suite.
D'une façon très sérieuse, il va s'atteler à cette tâche et tenter d'aider un sans domicile fixe, le professeur Simonet (et indirectement sa propre mère, alcoolique) et son ami Adams, qui ont chacun leurs problèmes. Trevor va se révéler un garçon inventif et généreux, mais aussi en manque d'affection et de repères dans un monde qui l'ignore.
Le jeune garçon remarque une faille dans son plan : il est parfois difficile, pour quelqu'un habitué à son monde, de changer.

## Fiche technique
- Titre original : Pay It Forward
- Titre français : Un monde meilleur
- Titre québécois : Payez au suivant
- Réalisateur : Mimi Leder
- Scénario : Leslie Dixon d'après Catherine Ryan Hyde
- Direction artistique : Larry Hubbs
- Architecte de plateau (production designer) : Leslie Dilley
- Décors : Peg Cummings
- Costumes : Renee Ehrlich Kalfus
- Image : Oliver Stapleton
- Montage : David Rosenbloom
- Musique : Thomas Newman
- Production : Peter Abrams (de), Robert L. Levy (en) et Steven Reuther ; Paddy Carson (associé) ; Mary McLag et Jonathan Treisman (exécutifs)
- Sociétés de production : Warner Bros. Pictures, Bel Air Entertainment, Tapestry Films
- Sociétés de distribution : Warner Bros. Pictures
- Budget : 40 000 000 US$
- Pays de production :  États-Unis
- Langue : anglais
- Format : couleurs - 35 mm (Panavision) - 1,85:1 - Dolby Digital et DTS
- Durée : 123 minutes
- Dates de sortie : 
  - États-Unis : 12 octobre 2000
  - Canada : 20 octobre 2000
  - Belgique : 31 janvier 2001
  - France : 28 février 2001
  - Suisse : 29 mars 2001

## Distribution
- Kevin Spacey (VF : Dominique Collignon-Maurin - VQ : Pierre Auger) : Eugene Simonet
- Helen Hunt (VF : Anne Canovas - VQ : Natalie Hamel-Roy) : Arlene McKinney
- Haley Joel Osment (VF : Brice Ournac - VQ : Xavier Dolan) : Trevor McKinney
- Jim Caviezel (VF : Cyrille Monge - VQ : Daniel Picard) : Jerry le SDF
- Jay Mohr (VQ : François Godin) : Chris Chandler
- Jon Bon Jovi (VF : Bruno Choël - VQ : Antoine Durand) : Ricky McKinney
- Angie Dickinson (VF : Jacqueline Danno - VQ : Françoise Faucher) : Grace
- David Ramsey (VF : Jean-Paul Pitolin - VQ : François L'Écuyer) : Sidney
- Kathleen Wilhoite (VF : Odile Schmitt - VQ : Chantal Baril) : Bonnie
- Gary Werntz (VF : Jean-Claude Balard) : Thorsen
- Liza Snyder (VQ : Nathalie Coupal) : Michelle
- Jeanetta Arnette (VQ : Danièle Panneton) : l'infirmière
- Molly Bernard : Molly
- Marc Donato: Adam

## Autour du film
Le personnage du père de Trevor McKinney, Ricky (Jon Bon Jovi), est musicien au même titre que son interprète dans la vie réelle.